# Associazione Calcio Legnano 1943-1944
Questa pagina raccoglie le informazioni riguardanti l'Associazione Calcio Legnano nelle competizioni ufficiali della stagione 1943-1944.

## Stagione

Francesco Tagliani, al Legnano dal 1943 al 1944

I nefasti eventi della seconda guerra mondiale culminano con l'arresto di Benito Mussolini e il tragico epilogo dell'armistizio dell'8 settembre 1943, in seguito dei quali l'Italia viene divisa in due diventando preda della guerra civile.
Per quanto riguarda il calcio, i campionati vengono interrotti e la sede della F.I.G.C. viene spostata a Milano. La Federazione, nella stagione 1943-1944, organizza alcuni tornei di guerra a cui prende parte anche il Legnano.
In particolare, i Lilla vengono inseriti nel girone D della Serie C Alta Italia, un torneo misto II Zona che viene predisposto dal Direttorio II Zona (Lombardia). Il Legnano vince, con 22 punti, il girone a otto squadre (a cui partecipano società del legnanese) e poi si aggiudica con 13 punti il girone finale a sei squadre, a cui prende parte altre compagini lombarde. Il girone finale viene però interrotto ad una giornata dal termine per motivi contingenti, visti i ripetuti allarmi diurni per i bombardamenti aerei.
Durante la stagione 1943-1944 il Legnano disputò il primo e unico derby della città del Carroccio organizzato in un campionato della F.I.G.C.: nel torneo regionale indetto dal Direttorio II Zona (Lombardia) i Lilla incontrarono in una doppia sfida la Robur Legnano, che sconfissero 3 a 1 in casa e 2 a 1 in trasferta.

## Divise
| Casa |

## Organigramma societario
Area direttiva
- Presidente: cav. ing. Giulio Riva

Area tecnica
- Allenatore: Enrico Crotti

## Rosa
| N. |                   | Ruolo | Calciatore           |
| -- | ----------------- | ----- | -------------------- |
|    | Italia (bandiera) | D     | Mario Colombo        |
|    | Italia (bandiera) | A     | Lorenzo Colpo        |
|    | Italia (bandiera) | A     | Ugo Conti            |
|    | Italia (bandiera) | D     | Guido Dossena        |
|    | Italia (bandiera) | C     | Diames Fallini       |
|    | Italia (bandiera) | C     | Fortunato Grammatica |
|    | Italia (bandiera) | C     | Remo Leva            |
|    | Italia (bandiera) | D     | Mari                 |
|    | Italia (bandiera) | P     | Vittore Martini      |

| N. |                   | Ruolo | Calciatore         |
| -- | ----------------- | ----- | ------------------ |
|    | Italia (bandiera) | C     | Andrea Marzani     |
|    | Italia (bandiera) | D     | Meda               |
|    | Italia (bandiera) | D     | Guido Morelli      |
|    | Italia (bandiera) | A     | Carlo Re Dionigi   |
|    | Italia (bandiera) | A     | Renato Ricci       |
|    | Italia (bandiera) | C     | Rozza              |
|    | Italia (bandiera) | P     | Storti             |
|    | Italia (bandiera) | C     | Francesco Tagliani |

## Risultati

### Torneo misto lombardo (girone D)

#### Torneo di qualificazione

##### Girone d'andata
| Arbitro: | Magnoni (Milano) |

|                               |           |             |
| Ricci 10’, 40’ Re Dionigi 85’ | Marcatori | 31’ Pedrani |

| Arbitro: | Grignani (Milano) |

|  |           |                     |
|  | Marcatori | Marcolin 87’ (aut.) |

| Arbitro: | Garassino (Varese) |

|                 |           |                                   |
| Meda 20’ (aut.) | Marcatori | 2’, 44’ Ricci 35’ (aut.) Casirago |

| Arbitro: | Cicardi (Lecco) |

|                     |           |                |
| Ricci 31’ Conti 67’ | Marcatori | 79’ D'Agostino |

| Arbitro: | Valsecchi (Milano) |

|                            |           |          |
| Marazzini 2’ Travaglia 21’ | Marcatori | 3’ Conti |

| Arbitro: | Matucci (Seregno) |

|                                                        |           |  |
| Grammatica 15’ Re Dionigi 60’ Marzani 63’ Tagliani 74’ | Marcatori |  |

| Arbitro: | Magnoni (Milano) |

|             |           |               |
| Camerin 52’ | Marcatori | 8’, 29’ Conti |

##### Girone di ritorno
| Arbitro: | Colombo (Legnano) |

|          |           |                          |
| Tajè 19’ | Marcatori | 53’ Re Dionigi 64’ Ricci |

| Arbitro: | Garassino (Varese) |

|           |           |               |
| Conti 69’ | Marcatori | 77’ Moltrasio |

| Arbitro: | Massironi (Milano) |

|                  |           |  |
| Marzani 12’, 23’ | Marcatori |  |

| Arbitro: | Magnoni (Milano) |

|                          |           |                |
| Brena 18’ D'Agostino 43’ | Marcatori | 38’, 65’ Conti |

| Arbitro: | Cipriani (Milano) |

|             |           |  |
| Marzani 64’ | Marcatori |  |

| Arbitro: | Confalonieri (Monza) |

|                                      |           |           |
| Boieri 34’ Zanlungo 35’ Gallazzi 62’ | Marcatori | 52’ Conti |

| Arbitro: | Melgari (Bergamo) |

|                                                     |           |  |
| Re Dionigi 22’, 33’ Marzani 30’, 79’ Grammatica 50’ | Marcatori |  |

#### Torneo finale

##### Girone d'andata
| Arbitro: | Valsecchi (Milano) |

|  |           |                     |
|  | Marcatori | 62’, 80’ Re Dionigi |

| Arbitro: | Bergomi (Milano) |

|                         |           |            |
| Morelli 27’ Marzani 70’ | Marcatori | 25’ Parvis |

| Pavia 18 giugno 1944 3ª giornata | Pavia              | 0 – 0 | Legnano | Stadio Comunale\| Arbitro: \| Valsecchi (Milano) \| |
| Arbitro:                         | Valsecchi (Milano) |       |         |                                                     |

| Arbitro: | Bandini (Milano) |

|                        |           |                 |
| Tagliani 17’ Conti 31’ | Marcatori | 19’, 58’ Misani |

| Arbitro: | Magnoni (Milano) |

|                                              |           |         |
| Grammatica 12’, 14’ Conti 17’ Re Dionigi 59’ | Marcatori | 1’ Riva |

##### Girone di ritorno
| Arbitro: | Mondani (Milano) |

|                |           |  |
| Conti 62’, 80’ | Marcatori |  |

| Arbitro: | Cipriani (Milano) |

|                           |           |           |
| Parvis 49’, 69’ Dondi 85’ | Marcatori | 42’ Ricci |

| Arbitro: | Bergomi (Milano) |

|                |           |  |
| Grammatica 62’ | Marcatori |  |

| Arbitro: | Marchetti (Milano) |

|                    |           |             |
| Dossena 69’ (aut.) | Marcatori | 78’ Marzani |

| 6 agosto 1944 10ª giornata | Lecco | – | Legnano |  |

## Statistiche

### Statistiche di squadra
| Competizione                                   | Punti | Totale | Totale | Totale | Totale | Totale | Totale | DR  |
| Competizione                                   | Punti | G      | V      | N      | P      | Gf     | Gs     | DR  |
| ---------------------------------------------- | ----- | ------ | ------ | ------ | ------ | ------ | ------ | --- |
| Serie C Alta Italia (girone di qualificazione) | 22    | 14     | 10     | 2      | 2      | 30     | 13     | +17 |
| Serie C Alta Italia (girone finale)            | 13    | 9      | 5      | 3      | 1      | 15     | 8      | +7  |

### Statistiche dei giocatori
| Giocatore     | Serie C Alta Italia | Serie C Alta Italia |
| Giocatore     | Presenze            | Reti                |
| ------------- | ------------------- | ------------------- |
| Ma. Colombo   | 23                  | 0                   |
| L. Colpo      | 3                   | 0                   |
| U. Conti      | 21                  | 12                  |
| G. Dossena    | 14                  | 0                   |
| D. Fallini    | 4                   | 0                   |
| F. Grammatica | 21                  | 5                   |
| R. Leva       | 12                  | 0                   |
| Mari          | 9                   | 0                   |
| V. Martini    | 12                  | 0                   |
| A. Marzani    | 16                  | 8                   |
| Meda          | 22                  | 0                   |
| G. Morelli    | 23                  | 1                   |
| C. Re Dionigi | 21                  | 8                   |
| R. Ricci      | 10                  | 7                   |
| Rozza         | 12                  | 0                   |
| Storti        | 11                  | 0                   |
| F. Tagliani   | 18                  | 2                   |